# Кейт Аллен
Кейт Аллен  (англ. Kate Allen, 25 квітня 1970) — австрійська тріатлоністка, олімпійська чемпіонка.

## Виступи на Олімпіадах
| Олімпіада  | Дисципліна            | Місце |
| ---------- | --------------------- | ----- |
| Афіни 2004 | олімпійська дистанція | 1     |
| Пекін 2008 | олімпійська дистанція | 14    |